# Liste der Bodendenkmäler im Anzinger Forst
Auf dieser Seite sind die Bodendenkmäler in dem oberbayerischen gemeindefreien Gebiet Anzinger Forst zusammengestellt. Diese Tabelle ist eine Teilliste der Liste der Bodendenkmäler in Bayern. Grundlage ist die Bayerische Denkmalliste, die auf Basis des Bayerischen Denkmalschutzgesetzes vom 1. Oktober 1973 erstmals erstellt wurde und seither durch das Bayerische Landesamt für Denkmalpflege geführt wird. Die folgenden Angaben ersetzen nicht die rechtsverbindliche Auskunft der Denkmalschutzbehörde.

## Bodendenkmäler im Anzinger Forst
| Lage       | Objekt | Akten-Nr.     | Bild |
| ---------- | --- | ------------- | ---- |
| (Standort) | Vogelherd des späten Mittelalters oder der frühen Neuzeit.                                                    | D-1-7837-0013 |      |
| (Standort) | Vogelherd des späten Mittelalters oder der frühen Neuzeit.                                                    | D-1-7837-0014 |      |
| (Standort) | Grabhügel vorgeschichtlicher Zeitstellung.                                                                    | D-1-7837-0015 |      |
| (Standort) | Grabhügel mit Bestattungen der Hallstattzeit.                                                                 | D-1-7837-0016 |      |
| (Standort) | Grabhügel mit Bestattungen der Hallstattzeit.                                                                 | D-1-7837-0017 |      |
| (Standort) | Grabhügel vorgeschichtlicher Zeitstellung.                                                                    | D-1-7837-0018 |      |
| (Standort) | Grabhügel vorgeschichtlicher Zeitstellung.                                                                    | D-1-7837-0019 |      |
| (Standort) | Grabhügel vorgeschichtlicher Zeitstellung.                                                                    | D-1-7837-0056 |      |
| (Standort) | Straße der römischen Kaiserzeit (Teilstück der Trasse Augsburg–Wels) mit begleitenden Materialentnahmegruben. | D-1-7837-0107 |      |
| (Standort) | Grabhügel vorgeschichtlicher Zeitstellung.                                                                    | D-1-7837-0170 |      |
| (Standort) | Vogelherd des späten Mittelalters oder der frühen Neuzeit.                                                    | D-1-7837-0178 |      |
| (Standort) | Grabhügel vorgeschichtlicher Zeitstellung.                                                                    | D-1-7837-0186 |      |